# Vyšná Solisková štrbina
Vyšná Solisková štrbina (polsky Leskowska Przełączka) je štěrbina v Soliskovom hřebeni, mezi Prostredným Soliskem a Soliskovými hrby, přesněji mezi Zadním Soliskovým hrbem ve Vysokých Tatrách.

## První výstupy
Během přechodu Soliskového hrebene Karol Englisch a Pavel Spitzkopf starší 19. července 1903. V zimě při přechodu hřebene Adam Karpiński a Stefan Osiecki 12. dubna 1925.

## Turistika
Do sedla nevede turistická značka.